# Càrrega útil
La càrrega útil d'un vehicle és la part d'aquest que constitueix allò que es vol transportar d'un punt a un altre o, des d'un punt de vista més general, allò que justifica la seva utilitat. El terme s'usa principalment en el camp militar, en l'aviació i en l'astronàutica, on la massa bruta de la càrrega útil és sovint el factor més important que limita la utilització del vehicle, cosa que s'adapta bé al concepte de càrrega.
Exemples de càrrega útil en diferents vehicles serien:
- En un cotxe: Les persones i el seu equipatge.
- En un camió: Les mercaderies que transporta.
- En un coet: El satèl·lit artificial a posar en òrbita.
- En un vaixell petroler: El petroli.
- En un míssil: L'explosiu, gas o agent biològic.
- En un avió espia: Les càmeres i equips d'escolta electrònica.

En canvi, no serien considerats càrrega útil els elements que són necessaris per al funcionament del vehicle però que no necessiten ser desplaçats. Exemples:
- El conductor d'un camió.
- El combustible d'un avió.
- La roda de recanvi d'un cotxe.
- El sistema de navegació d'un míssil.